# Jakubovany (Prešov)
Jakubovany é um município da Eslováquia, situado no distrito de Sabinov, na região de Prešov. Tem 10,81 km² de área e sua população em 2018 foi estimada em 964 habitantes.

## Demografia
| Ano:        | 1994 | 2004   | 2014   | 2024   |
| ----------- | ---- | ------ | ------ | ------ |
| Broj ljudi: | 860  | 928    | 954    | 959    |
| Razlika:    |      | +7,90% | +2,80% | +0,52% |

| Ano:               | 2023 | 2024   |
| ------------------ | ---- | ------ |
| Número de pessoas: | 960  | 959    |
| Diferença:         |      | -0,10% |